# Полония (волейбольный клуб)
«Полония» (англ. IBB Polonia London) —  английский  волейбольный клуб, базирующийся в Брентфорде.

## История
Основан в 1973 году поляками Мацеком Бенеком и Хенио Паулински, членами YMCA.  Первоначально он выступал под именем польского YMCA и участвовал в турнире Дивизиона 3. Во главе с Болеславом Лесецким команда быстро прогрессировала, в основном благодаря успешной работе скаутской службы. Состав команды в основном состоял  из этнических поляков. В то же время другой польский клуб английского волейбола ВК «Гриф» выступал в высшей лиге.
В 1978 году польские клубы   YMCA и  «Гриф» объединились, чтобы сформировать две команды: «Полония Гриф»  играла в дивизионах I и II, а  «Полония» - в дивизионе III Юго-Восточной зоны. Через год  клуб вернулся к имени польского YMCA. С сезона 1982/1983 —  под названием «Полония».
Клуб не теряет связи с исторической родиной. В составе команды по-прежнему немало выходцев из Польши. За выступлениями  «Полонии» внимательно наблюдают  спортивные СМИ Польши, а игроки проводят встречи с польским послом в Лондоне
Женский ВК «Полония» был основан в 1980 году.

## Достижения
Чемпионат Англии по волейболу среди мужчин
- (6): 1986, 2011, 2013, 2016, 2017, 2019[6];
- (6): 1984, 1987, 1991, 1994, 2012, 2018[6];
- (1): 2007.

Кубок Англии по волейболу среди мужчин
- (2): 2016, 2017[7].

В 2016 году клуб впервые в своей истории совершил золотой дубль, выиграв и чемпионат страны, и кубок.

Чемпионат Англии по волейболу среди женщин
- (1): 2011[9];
- (6): 2007, 2010, 2013, 2014, 2015, 2016[9].

Кубок Англии по волейболу среди женщин
- (3): 2010, 2011, 2016[10].